# Campionato centramericano maschile di pallacanestro 2014
Il 24º campionato dell'America Centrale e Caraibico di pallacanestro maschile (noto anche come FIBA Centrobasket 2014) si è svolto dal 1° al 7 agosto 2014 a Tepic in Messico.

## Squadre partecipanti
- Bahamas
- Costa Rica
- Cuba
- El Salvador
- Giamaica
- Isole Vergini Americane
- Messico
- Panama
- Porto Rico
- Rep. Dominicana

## Fase a gironi

### Gruppo A
| Squadra         | G | V | P | PF  | PS  | DP  | P.ti |
| --------------- | - | - | - | --- | --- | --- | ---- |
| Rep. Dominicana | 4 | 4 | 0 | 305 | 243 | +62 | 8    |
| Cuba            | 4 | 3 | 1 | 285 | 264 | +21 | 7    |
| Panama          | 4 | 2 | 2 | 265 | 237 | +28 | 6    |
| Giamaica        | 4 | 1 | 3 | 245 | 261 | -16 | 5    |
| Costa Rica      | 4 | 0 | 4 | 210 | 305 | -95 | 4    |

### Gruppo B
| Squadra                 | G | V | P | PF  | PS  | DP   | P.ti |
| ----------------------- | - | - | - | --- | --- | ---- | ---- |
| Messico                 | 4 | 4 | 0 | 346 | 250 | +96  | 8    |
| Porto Rico              | 4 | 3 | 1 | 343 | 269 | +74  | 7    |
| Isole Vergini Americane | 4 | 2 | 2 | 313 | 320 | -7   | 6    |
| Bahamas                 | 4 | 1 | 3 | 304 | 305 | -1   | 5    |
| El Salvador             | 4 | 0 | 4 | 239 | 401 | -162 | 4    |

## Fase a eliminazione diretta
|  | Semifinali      | Semifinali      | Semifinali |         |            | Finale          | Finale          | Finale          |  |
|  |                 |                 |            |         |            |                 |                 |                 |  |
|  | Rep. Dominicana | Rep. Dominicana | 73         |         |            |                 |                 |                 |  |
|  | Rep. Dominicana | Rep. Dominicana | 73         |         |            |                 |                 |                 |  |
|  | Porto Rico      | Porto Rico      | 78         |         |            |                 |                 |                 |  |
|  | Porto Rico      | Porto Rico      | 78         |         | Porto Rico | Porto Rico      | 60              |                 |  |
|  |                 |                 |            |         | Porto Rico | Porto Rico      | 60              |                 |  |
|  |                 |                 | Messico    | Messico | 74         |                 |                 |                 |  |
|  | Messico         | Messico         | Messico    | Messico | 74         | 85              |                 |                 |  |
|  | Messico         | Messico         |            |         |            | 85              |                 |                 |  |
|  | Cuba            | Cuba            | 70         |         |            | Finale 3º posto | Finale 3º posto | Finale 3º posto |  |
|  | Cuba            | Cuba            | 70         |         |            |                 |                 |                 |  |
|  |                 |                 |            |         |            |                 |                 |                 |  |
|  |                 |                 |            |         |            | Rep. Dominicana | Rep. Dominicana | 75              |  |
|  |                 |                 |            |         |            | Rep. Dominicana | Rep. Dominicana | 75              |  |
|  |                 |                 |            |         |            | Cuba            | Cuba            | 66              |  |

### Finale 3º/4º posto
| Tepic 7 agosto 2014 | Rep. Dominicana | 75 – 66 (17-18, 34-37, 65-51) referto | Cuba | Auditorio de la Gente |
| \| \| \| \| \| Santana 16 \| Punti \| 12 Haití \| \| Coronado 5 \| Assist \| 7 Oliva \| \| Santana 8 \| Rimbalzi \| 7 Haití \| |                 |                                       |      |                       |
| |                 |                                       |      |                       |
| Santana 16 | Punti           | 12 Haití                              |      |                       |
| Coronado 5 | Assist          | 7 Oliva                               |      |                       |
| Santana 8 | Rimbalzi        | 7 Haití                               |      |                       |

### Finalissima
| Tepic 7 agosto 2014 | Porto Rico | 60 – 74 (14-16, 35-27, 48-52) referto | Messico | Auditorio de la Gente |
| \| \| \| \| \| Rosario 14 \| Punti \| 16 Ayón \| \| Barea 4 \| Assist \| 4 Ayón \| \| Barea 5 \| Rimbalzi \| 16 Ayón \| |            |                                       |         |                       |
| |            |                                       |         |                       |
| Rosario 14 | Punti      | 16 Ayón                               |         |                       |
| Barea 4 | Assist     | 4 Ayón                                |         |                       |
| Barea 5 | Rimbalzi   | 16 Ayón                               |         |                       |

## Classifica finale
| Pos | Squadra | V-P |
| --- | --- | --- |
|     | Messico4 Stoll, 5 Ramos, 6 Martínez, 7 Gutiérrez, 8 Ayón, 9 Cruz, 10 Alonzo, 11 Meza, 12 Hernández, 13 Girón, 14 Zamora, 15 Parada, All. Sergio Valdeolmillos                   | 6-0 |
|     | Porto Rico4 Collier, 5 Barea, 6 Franklin, 7 C. Rivera, 8 F. Rivera, 9 Carmona, 10 C. López, 11 Mojica, 12 Villafañe, 13 Rosario, 14 M. López, 15 Clemente, All. Paco Olmos      | 4-2 |
|     | Rep. Dominicana4 Maye, 5 Fortuna, 6 Coronado, 7 Suero, 8 Santana, 9 Peña, 10 Liz, 11 Vargas, 12 de León, 13 Sánchez, 14 Roberts, 15 Guzmán, All. José Mercedes                  | 5-1 |
| 4   | Cuba5 Oliva, 6 Justiz, 7 Rodríguez, 8 Soria, 9 Valdés, 10 Granda, 12 Haití, 13 Martínez, 14 Rivero, 15 Torres, All. Daniel Scott                                                | 3-3 |
| 5   | Panama4 Garcés, 5 Jones, 6 Pinnock, 7 King, 8 Muñoz, 9 Levy, 10 Ayarza, 11 Hicks, 12 Oglivie, 13 García, 14 Lloreda, 15 St. Rose, All. David Rosario                            | 2-2 |
| 6   | Isole Vergini Americane4 Rivera, 5 Sheppard, 6 Hodge, 7 Victor, 8 Howard, 9 Edwin, 10 Brown, 11 Gray, 12 Hart, 13 Moses, 14 Smith, 15 Jones, All. Milton Barnes                 | 2-2 |
| 7   | Bahamas4 Johnson, 5 Hinds, 6 Gray, 7 Rose, 8 Smith, 9 Farrington, 10 Hield, 11 Thompson, 12 Ferguson, 13 D. Coleby, 14 K. Coleby, 15 Rolle, All. Larry Eustachy                 | 1-3 |
| 8   | Giamaica4 Thomas, 5 Scott, 6 Staple, 7 Blair, 8 Efejuku Rose, 9 Alliman, 10 Rogers, 11 McLeish, 12 Grant, 13 Lawrence, 14 Fernandez, 15 Walters, All. Sam Vincent               | 1-3 |
| 9   | Costa Rica4 Dav. Shedden, 5 Conejo, 6 Letford, 7 Sánchez, 8 Solano, 9 Forester, 10 Quesada, 11 Pearson, 12 Martínez, 13 Wilson, 14 Anderson, 15 Dan. Shedden, All. Alexis Monge | 0-4 |
| 10  | El Salvador4 Arias, 5 Bandek, 6 Rivera, 7 Guardado, 8 Figueroa, 9 Araújo, 10 Lee, 11 Malavé, 12 Arias, 13 Valladares, 14 Ramos, 15 Mancía, All. Iván Barahona                   | 0-4 |